# HD 4113 b
HD 4113 b هو كوكب عملاق مؤكد  خارج المجموعة الشمسية يقع على بعد 144 سنة ضوئية تقريباً في كوكبة النحات اكتشف في 26 أكتوبر 2007 حول النجم HD 4113 في مرصد لاسيلا باستخدام أسلوب السرعة الشعاعية.